# Paul Dillon
Paul Dillon   (Joliet, segle XX) és un actor estatunidenc nascut a Joliet (Illinois). La seva carrera va començar l'any 1994 amb el film Blink al costat d' Aidan Quinn i Madeleine Stowe. Ha participat en moltes sèries de TV, sobretot NYPD Blue, Els Experts: Miami, The Guardian. És més conegut per al paper d'Angelo a la sèrie The Pretender.
És el fundador i director artístic del Bang Bang Spontaneous Theatre group.

## Biografia
Va començar la seva carrera en el món de l'actuació a Chicago. I com a actor cinematogràfic el 1994 fent el paper de Neal Brooker en la pel·lícula Blink.
La pel·lícula de més èxit on té un paper acreditat és Austin Powers, en el que feia de Patty O'Neal. És memorable la seva interpretació del "taxista" a Taxi de Chicago.
Dillon ha sortit també en moltes sèries de televisió d'èxit com CSI: Miami i The Guardian, i a més ha fet el paper d'Àngel en la sèrie tv The Pretender .
Recentment ha aparegut en la sèrie dramàtica de la xarxa nord-americana ABC Night Stalker interpretant el rol d'Ezekiel. Actualment interpreta el paper de Gary en la comèdia Rantoul and Die.

## Filmografia
- 1994: Blink: Neal Booker
- 1994: Nascuts per matar: un presoner
- 1995: NYPD Blue (temporada 3 - Episodi 14): Clyde Fullner
- 1996-2000: The Pretender: Angelo
- 1996: L'illa dels caps tallats: Snelgrave
- 2002: The Guardian (temporada 2 - Episodi 18): Paul Tibets
- 1997: Austin Powers: Patty O'Brien
- 1998: Taxi de Chicago: el taxista
- 1998: Law & Order (temporada 9 - Episodi 22)
- 1998: El soldat (Soldier): Slade
- 1999: Fight Club: Irvin
- 2004: CSI: Miami (temporada 3 - Episodi 9): Owen Harrell
- 2004: Strong Medicine (temporada 5 - Episodi 20): Franck
- 2005: CSI: Crime Scene Investigation (temporada 6 - Episodi 2): Joe Cavanaugh
- 2005: Night Stalker (temporada 1 - Episodi 5): Ezekiel Seaver
- 2006: The Closer (temporada 2 - Episodi 1): Capità Leahy
- 2008: Vic Mackey (temporada 7 - Episodis 7 8 9 12 13): Chaffee
- 2009: The Butcher : Doyle